# Клочюнай
Клочюнай (лит. Kločiūnai) — село в восточной части Литвы, входит в состав Пабрадского староства Швянчёнского района. По данным переписи 2011 года, население Клочюная составляло 94 человека.

## География
Село расположено в южной части района. Расстояние до города Пабраде составляет 6,5 км, до Швенчёниса — 40 км.

## Население
| 1905                           | 1931 | 1959 | 1970 | 1979 |
| ------------------------------ | ---- | ---- | ---- | ---- |
| 198                            | 262  | 193  | 176  | 125  |
| 1989                           | 2001 | 2011 | -    | -    |
| 94                             | 93   | 94   | -    | -    |
| Гистограмма динамики населения |      |      |      |      |